# Ouest
Pour les articles homonymes, voir Ouest (homonymie) et Ponant.

Rose des vents.

L’ouest est un point cardinal, opposé à l'est. Il correspond au point moyen de la direction du coucher du soleil. On l'appelle aussi couchant, ponant ou occident.
Ce mot a été employé pour désigner les pays d'Amérique du Nord et d'Europe occidentale (incluant parfois quelques pays alliés comme le Japon et l'Australie) pendant la guerre froide, caractérisés par une économie de marché et des systèmes politiques pluralistes, par opposition aux pays de l'Est. Ce terme est tombé en désuétude depuis les années 1990, car inadapté à la nouvelle réalité géopolitique (voir cependant Occident).

## Étymologie
Le mot « ouest », attesté dès le XIIe siècle, est un emprunt au vieil anglais west, apparenté à l’allemand West, Westen. Il trouve son origine dans le germanique *westrą « couchant, ouest », qui est probablement lié à l'indo-européen *wek(ʷ)speros qui donne aussi le latin vesper « soir » ; à comprendre comme « coucher de soleil », et le grec ancien ἕσπερος / hésperos,, d'où Hespérides. Le latin vesper est à l'origine du terme français « vêpres » qui désigne ainsi l'office catholique célébré le soir.

## Typographie
Les points cardinaux, qu'ils soient utilisés comme nom ou comme qualificatif, s'écrivent avec une majuscule lorsqu'ils font partie d'un toponyme (Afrique de l'Ouest) ou désignent une région (l'Ouest de l'Allemagne) mais prennent une minuscule s'ils désignent une direction, une exposition, une orientation (vers l'ouest ;  un jardin exposé ouest ; à l'ouest de Paris).